# Roger Martin du Gard
Roger Martin du Gard (Neuilly-sur-Seine, 22. ožujka 1881. – Bellerneu, 22. kolovoza 1958.), francuski književnik i dobitnik Nobelove nagrade za književnost 1937.
Njegov prvi uspješni roman je Jean Barois (1913.). No, Du Gardovo najambicioznije djelo je serija od 8 knjiga naslovljena Thibaultovi (1922. – 1940.). Du Gard je bio doživotni prijatelj s Andréom Gideom. Tijekom Drugog svjetskog rata boravio je u Nici gdje je pripremao roman koji je ostao nedovršen.
Roger Martin du Gard preminuo je 22. kolovoza 1958. i pokopan je na gradskom groblju u predgrađu Nice.

## Vanjske poveznice
- Roger Martin du Gard, 1937 Nobel Laureate for Literature
- About Roger Martin du Gard